# 平田 (松本市)
平田（ひらた）は長野県松本市の市街地の南の地区で、平田東、平田西の2つの住居表示実施地区からなる。2007年3月18日の平田駅の新設やそれに伴う周辺の整備などで街が大きな変貌を遂げつつある。

## 地理
平田は、東側に田川が流れ、南北に細長い地区である。名前からも分かるように平坦になっているがやや南側に傾斜がある。

## 歴史
現在の平田にあたる平田村は、1874年（明治7年）に合併により信楽村の一部となったが22年に分村し平田村が復活した。その後合併により芳川村になった。

## 平田東
平田東（ひらたひがし）は松本市の町名。現行行政地名は平田東1丁目から平田東3丁目。住居表示実施済み。住居表示実施地区、1〜3丁目がある。（1･3丁目は1995年、2丁目は1995〜1996年に設定）。

### 概要
国道19号沿いや長野県道平田新橋線沿いには郊外型専門店が立ち並ぶ。また、平田駅の東口周辺には複合商業施設「ステーションパークひらた」がある。田川沿いには工場が多く、その他は住宅が中心。俗地名として茶屋、新茶屋などがある。

### 歴史
- 1995年（平成7年）10月30日 - 1〜2丁目で住居表示実施[4]。

### 世帯数と人口
2018年（平成30年）10月1日現在の世帯数と人口は以下の通りである。
| 丁目        | 世帯数    | 人口    |
| ----------- | --------- | ------- |
| 平田東1丁目 | 510世帯   | 1,045人 |
| 平田東2丁目 | 155世帯   | 330人   |
| 平田東3丁目 | 565世帯   | 1,252人 |
| 計          | 1,230世帯 | 2,627人 |

### 交通
道路
- 国道19号
- 長野県道289号寺村南松本停車場線
- 長野県道295号平田新橋線

### 施設
- 松本南郵便局
- 北陸信越運輸局長野運輸支局松本自動車検査登録事務所
- ユニクロ 南松本店

## 平田西
平田西（ひらたにし）はは松本市の町名。現行行政地名は平田西1丁目及び平田西2丁目。住居表示実施済み。住居表示実施地区、1丁目と2丁目がある。（1丁目は1995年、2丁目は1996年に設定）。

### 概要
住宅が中心の地区だが、田畑も見られる。2丁目に平田駅が開業した。

### 歴史
- 1995年（平成7年）10月30日 - 1丁目で住居表示実施。
- 1996年（平成8年）3月1日 - 2丁目で住居表示実施[4]。

### 世帯数と人口
2018年（平成30年）10月1日現在の世帯数と人口は以下の通りである。
| 丁目        | 世帯数  | 人口  |
| ----------- | ------- | ----- |
| 平田西1丁目 | 129世帯 | 303人 |
| 平田西2丁目 | 150世帯 | 318人 |
| 計          | 279世帯 | 621人 |

### 交通
鉄道
- 東日本旅客鉄道（JR東日本）
  - ■篠ノ井線（■中央本線） : 平田駅